# C/2004 R2 (ASAS)
C/2004 R2 (ASAS) – kometa jednopojawieniowa o parabolicznej orbicie odkryta 3 września 2004 roku przez dr. Grzegorza Pojmańskiego z Uniwersytetu Warszawskiego w ramach programu ASAS (All Sky Automated Survey) za pomocą teleobiektywu fotograficznego o ogniskowej 200 mm i światłosile 2,8 podłączonym do kamery CCD. Obserwowana z południowej półkuli Ziemi oraz za pomocą koronografów LASCO (umieszczonych na pokładzie sondy SOHO).